# The Cloud
The Cloud är ett berg i Storbritannien.   Det ligger i kommunen Cheshire East i riksdelen England, i den södra delen av landet, 230 km nordväst om huvudstaden London. Toppen på The Cloud är 343 meter över havet.
Terrängen runt The Cloud är platt västerut, men österut är den kuperad. Runt The Cloud är det ganska tätbefolkat, med 207 invånare per kvadratkilometer. Närmaste större samhälle är Stoke-on-Trent, 18,2 km söder om The Cloud. Trakten runt The Cloud består i huvudsak av gräsmarker.